# Số La Mã

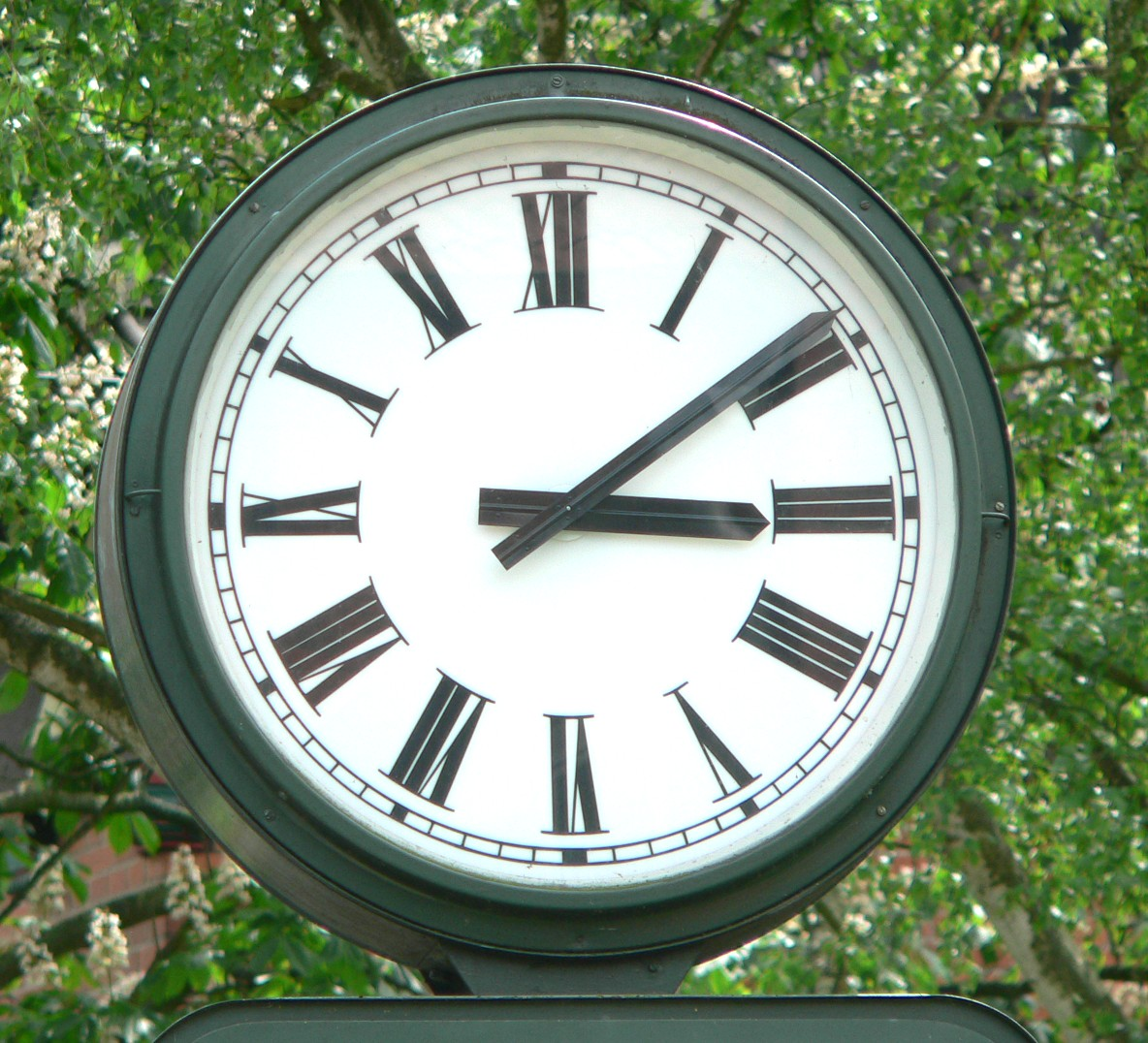
Mặt đồng hồ với các số La Mã tại Bad Salzdetfurth, Đức

Số La Mã hay chữ số La Mã là hệ thống chữ số cổ đại, dựa theo chữ số Etruria. Hệ thống này dựa trên một số ký tự Latinh nhất định được coi là chữ số sau khi được gán giá trị. Hệ thống chữ số La Mã dùng trong thời cổ đại và đã được người ta chỉnh sửa vào thời Trung Cổ để biến nó thành dạng mà chúng ta sử dụng ngày nay.
Số La Mã được sử dụng phổ biến ngày nay trong những bản kê được đánh số (ở dạng sườn bài), mặt đồng hồ, những trang nằm trước phần chính của một quyển sách, tam nốt hợp âm trong âm nhạc phân tích, việc đánh số ngày ra mắt của phim, những lãnh đạo chính trị tiếp nối nhau, hoặc trẻ em trùng tên, và việc đánh số cho một số hoạt động nào đó, như là Thế vận hội Olympic và giải Super Bowl.

## Cách viết
Có bảy chữ số La Mã cơ bản:
| Ký tự | Giá trị |
| ----- | ------- |
| I     | 1       |
| V=U   | 5       |
| X     | 10      |
| L     | 50      |
| C     | 100     |
| D     | 500     |
| M     | 1000    |

Nhiều ký hiệu có thể được kết hợp lại với nhau để chỉ các số với các giá trị khác chúng. Thông thường người ta quy định các chữ số I, X, C, M, không được lặp lại quá 3 lần liên tiếp; các chữ số V, L, D không được lặp lại quá 1 lần. Chính vì thế mà có 6 số đặc biệt được nêu ra trong bảng sau:
| Ký tự | Giá trị |
| ----- | ------- |
| IV    | 4       |
| IX    | 9       |
| XL    | 40      |
| XC    | 90      |
| CD    | 400     |
| CM    | 900     |

Người ta dùng các chữ số I, V, X, L, C, D, M, và các nhóm chữ số IV, IX, XL, XC, CD, CM để viết số La Mã. Tính từ trái sang phải giá trị của các chữ số và nhóm chữ số giảm dần. Một vài ví dụ:
- III hay iii cho 3
- VIII hay viii cho 8
- XXXII hay xxxii cho 32
- XLV hay xlv cho 45

I chỉ có thể đứng trước V hoặc X, X chỉ có thể đứng trước L hoặc C, C chỉ có thể đứng trước D hoặc M.
Đối với những số lớn hơn (4000 trở lên), một dấu gạch ngang được đặt trên đầu số gốc để chỉ phép nhân cho 1000:
- V cho 5000
- X cho 10.000
- L cho 50.000
- C cho 100.000
- D cho 500.000
- M cho 1.000.000

Đối với những số rất lớn thường không có dạng thống nhất, mặc dù đôi khi hai gạch trên hay một gạch dưới được sử dụng để chỉ phép nhân cho 1.000.000. Điều này có nghĩa là X gạch dưới (X) là mười triệu.

## Số La Mã
Chữ số La Mã vẫn tiếp tục được sử dụng cho đến khi đế chế La Mã suy tàn và cho đến thế kỉ 14 thì nó đã không còn được sử dụng rộng rãi bởi tính tiện dụng của chữ số Ả Rập (được tạo thành bởi các số từ 0 đến 9), tuy nhiên nó vẫn còn được sử dụng trong việc đánh số trên mặt đồng hồ, âm nhạc, các sự kiện lớn và đánh dấu thứ tự những người lãnh đạo chính trị.